# Neomochtherus callipygus
Neomochtherus callipygus är en tvåvingeart som beskrevs av Tsacas 1969. Neomochtherus callipygus ingår i släktet Neomochtherus och familjen rovflugor. Inga underarter finns listade i Catalogue of Life.